# Kleidotoma hexatoma
Kleidotoma hexatoma is een vliesvleugelig insect uit de familie van de Figitidae. De wetenschappelijke naam van de soort is voor het eerst geldig gepubliceerd in 1862 door Thomson.